# Ángel Crespo
Ángel Crespo   (Ciudad Real, 18 de juliol de 1926 - Barcelona, 12 de desembre de 1995) va ser un poeta, assagista i traductor castellà.
Va ser professor de literatura a Puerto Rico, Barcelona i Seattle i el 1992 va ser nomenat professor emèrit de la Universitat Pompeu Fabra. Com a poeta s'enquadra dins del realisme màgic. Ha traduït entre d'altres Dante Alighieri, Petrarca, Fernando Pessoa i Joan Maragall.
Li fou atorgat el Premio Nacional a la Mejor Traducción espanyol de l'any 1984 pel seu "Cancionero" de Petrarca.

## Obres
Poesia
- La puerta entornada - Palma, (1998)
- Iniciación a la sombra - Hiperión, (1996)
- Poesía - Fundación Jorge Guillén, (1996)
- Con Fernando Pessoa  - Huerga y Fierro, (1995)
- Música vista (con dibujos a tinta de Albert Ràfols-Casamada) - Paideia, (1995)
- Antología poética (1949-1993) - Alianza, (1994)
- Primeras poesías : (1942-1949) - Diputación Provincial de Ciudad Real, (1993)
- Ocupación del fuego  - Hiperión, (1990)
- Las cenizas de la flor - Júcar, (1987)
- El ave en su aire - Plaza & Janés, (1985)
- Parnaso confidencial - Diputación Provincial de Cádiz, (1984)
- El bosque transparente - Seix Barral, (1983)
- El aire es de los dioses - Olifante, Ediciones de Poesía, (1982)
- Donde no corre el aire - Grupo Poético Barro, (1981)
- La invisible luz - El Toro de Barro, (1981)
- Claro Oscuro - Publicaciones Porvivir Independiente, (1978)
- Colección de climas - María Auxiliadora, (1978)
- Con el tiempo, contra el tiempo - El Toro de Barro, (1978)
- En medio del camino - Seix Barral, (1971)
- Docena florentina: breves poemas - (1966)
- No sé cómo decirlo - El Toro de Barro, (1965)
- Cartas desde un pozo - Isla de los Ratones, (1964)
- Suma y sigue - Seix Barral, (1962)
- Antología poética - Alianza, (1960)
- Junio feliz - Rialp, (1959)
- Oda a Nanda Papiri - (1959)
- Todo está vivo - Ágora, (1956)
- La pintura - Ágora, (1955)
- Quedan señales  - (1952)

Altres
- La nueva poesía en aragonés - Publicaciones del Consejo de Habla Aragonesa, (1996)
- La vida plural de Fernando Pessoa - Seix Barral, (1988)
- Lisboa - Destino, (1987)
- El Duque de Rivas - Júcar, (1986)
- JRJ: guerra en España - Seix Barral, (1985)
- Estudios sobre Fernando Pessoa - Bruguera, (1984)
- D. de Rivas : el moro expósito - Espasa, (1982)
- JRJ: antología general en prosa - Biblioteca Nueva, (1981)
- Antología de la poesía modernista - Tárraco, (1980)
- Dante y su obra - Dopesa, (1979)
- Luis Cernuda: cartas a Eugenio Andrade - Olifante, Ediciones de Poesía, (1979)
- Un siglo de poesía retorromana - El Toro de Barro, (1976)
- Juan Ramón Jiménez y la pintura - (1974)
- Poesía, invención y metafísica - (1970)

Traduccions
- La fuga de los plomos; Memorias de España, de Giacomo Casanova. Barcelona: Círculo de Lectores, (1997)
- Poetas italianos contemporáneos. Barcelona: Círculo de Lectores, (1994)
- Noventa poemas últimos, de Fernando Pessoa. Madrid: Hiperión, (1993)
- Lecciones y alegorías, de Jean-Pierre Colombi. Zaragoza: Olifante, (1992)
- El oficio de vivir, de Cesare Pavese. Barcelona: Seix Barral, (1992)
- La confesión de Lucio, de Mário de Sá-Carneiro. Madrid: Trotta, (1991)
- El Placer, de Gabriele D'Annunzio. Barcelona: Ediciones B, (1990)
- Antología poética, de Joao Cabral de Melo Neto. Barcelona: Lumen, (1990)
- Cobra, de Herberto Helder. Madrid, (1990)
- Fausto: tragedia subjetiva, de Fernando Pessoa. Madrid: Tecnos, (1989)
- Cartas de amor a Ofélia, de Fernando Pessoa. Barcelona: Ediciones B, (1988)
- Vertientes de la mirada y otros poemas en prosa, de Eugenio de Andrade. Madrid: Júcar, (1987)
- Memorias de España, de Giacomo Casanova. Barcelona: Planeta, (1986)
- Antología poética, de Antonio Osorio. Zaragoza: Olifante, (1986)
- El regreso de los dioses, de Fernando Pessoa. Barcelona: Seix Barral, (1986)
- Libro del desasosiego de Bernardo Soares, de Fernando Pessoa. Barcelona: Seix Barral, (1984)
- Cancionero, de Francesco Petrarca. Barcelona: Bruguera, (1983)
- Cantar de Roldán [atribuït a] Turoldus. Barcelona: Seix Barral, (1983)
- Paraíso, de Dante Alighieri. Barcelona: Planeta, (1983)
- Sonetos y canciones, de Francesco Petrarca. Barcelona: Orbis, (1983)
- Antología de la poesía portuguesa contemporánea. Madrid: Júcar, (1982)
- Ingeniero de cuchillos, de Joao Cabral de Melo Neto, (1982)
- Antología poética, de Eugénio de Andrade. Barcelona: Plaza & Janés, (1981)
- El poeta es un fingidor: antología poética, de Fernando Pessoa. Madrid: Espasa Calpe, (1981)
- Lo que dice Molero, de Dinís Machado. Madrid: Alfaguara, (1981)
- Tebas de mi corazón, de Nélida Piñón. Madrid: Alfaguara, (1978)
- Comedia, de Dante Alighieri. Barcelona: Seix Barral, (1973)
- Antología de la poesía brasileña: desde el romanticismo a la generación del cuarenta y cinco. Barcelona: Seix Barral, (1973)
- Cuentos crueles, de Junichiro Tanizaki. Barcelona: Seix Barral, (1969)
- Gran sertón: Veredas, de Joao Guimaraes Rosa. Barcelona: Seix Barral, (1967)
- Poemas de Gonçalves Dias, de Gonçalves Dias. Madrid: Servicio de Propaganda y Expansión Comercial de la Embajada del Brasil, (1964)
- Poemas de Vinicius de Moraes, de Vinicius de Moraes. Madrid, (1964)
- Treinta poemas, de Egito Gonçalves. Santander: La Isla de los Ratones, (1962)
- Antología de la nueva poesía portuguesa. Madrid: Rialp, (1961)
- Poemas de Alberto Caeiro, de Fernando Pessoa. Madrid: Rialp, (1957)